# Andrzej Jan Soroka
Andrzej Jan Soroka (ur. 1961 w Zamościu) – doktor habilitowany nauk o kulturze fizycznej.

## Życiorys
Absolwent Akademii Wychowania Fizycznego w Warszawie Wydział Wychowania Fizycznego w Białej Podlaskiej. W roku 2009 został doktorem w Akademii Wychowania Fizycznego im. Jerzego Kukuczki w Katowicach. W 2019 uzyskał stopień doktora habilitowanego w Akademii Wychowania Fizycznego we Wrocławiu. Jest trenerem I klasy w piłce nożnej. W latach 2004–2015 pracował w Państwowej Szkole Wyższej w Białej Podlaskiej, natomiast w latach 2013–2017 w Uniwersytecie Przyrodniczym w Lublinie. W latach 2011–2013 był trenerem Reprezentacji Polski kobiet w piłce nożnej do lat 15. Od 2015 pracuje na stanowisku profesora uczelni w Uniwersytecie Przyrodniczo-Humanistycznym w Siedlcach w Instytucie Nauk o Zdrowiu Wydziału Nauk Medycznych i Nauk o Zdrowiu.

## Działalność naukowa
Działalność naukowa dra hab. Andrzeja Soroki obejmuje zagadnienia związane z analizą gry w piłkę nożną, ze zdrowym stylem życia, z aktywnością fizyczną ukierunkowaną na zdrowie oraz z zagadnieniami dotyczącymi turystyki i rekreacji. Dr hab. Andrzej Soroka jest autorem i współautorem blisko 180 publikacji, w tym trzech monografii dotyczących analizy gry w piłkę nożną. Za dotychczasową działalność naukową, dydaktyczną i organizacyjną Andrzej Soroka był 12 krotnie wyróżniany nagrodą JM Rektora, Medalem KEN i Złotym Krzyżem Zasługi.